# Giovanni Luigi Fieschi
Giovanni Luigi (o Gian Luigi) Fieschi (1523 – Genova, 2 gennaio 1547) è stato un nobile italiano.
Divenne orfano a 10 anni e, gravato della responsabilità del nome e del potere, visse le ostilità verso i Doria e l'impero di
Carlo V, continuando i rapporti amichevoli con la Francia.
Gian Luigi, sposo di Eleonora Cybo (pronipote di Lorenzo de' Medici e di papa Innocenzo VIII), divenuto con il matrimonio genero di sua zia acquisita, la marchesa di Massa Ricciarda Malaspina, vedova di primo letto di suo zio Scipione (ca 1480-1520), si trovò a poco più di 20 anni a gestire un complesso patrimonio di feudi detti Estado de los Fliscos, conducendo una politica di attenzione all'economia dei suoi territori, ma nel contempo cercando alleanze con altre antiche famiglie.

## Biografia

### Giovinezza
Gian Luigi era il primogenito di Sinibaldo Fieschi. Sinibaldo, noto per la sua signorilità e generosità, aveva lasciato orfano Gian Luigi ancora ragazzo. Sinibaldo lasciava ai suoi eredi uno "stato" fliscano formato da 33 grossi castelli murati, più le terre e le ville sparse sull'Appennino. Vi aveva aggiunto Pontremoli, già feudo avito poi acquistato da Francesco Sforza, e da Sinibaldo riacquistato per 12.000 scudi. Memorabile per la sua generosità, Sinibaldo era così citato da Ludovico Ariosto:
caccia la fera, e van di pari in fretta.»
(Orlando furioso, canto 26)
La sua generosità aveva però causato enormi debiti. I 12.000 scudi d'oro per il recupero e l'investitura di Pontremoli non erano stati saldati, e le cifre necessarie che dovevano venire dai rimborsi per le vendite volte a finanziare le spese spagnole, vendite garantite da Genova e promesse dal Doria, non venivano pagate. La vedova di Sinibaldo, Maria Della Rovere, madre di Gian Luigi e dei suoi fratelli, della famiglia dei Della Rovere e nipote del pontefice Giulio II, non era pertanto in condizione di reggere le spese necessarie a mantenere i fasti della vita in città, con la conduzione diretta del palazzo in Vialata in Carignano, da tutti ricordato per il suo splendore.
Pertanto alla morte di Sinibaldo aveva abbandonato la città e quel sontuoso palazzo, che avrebbe richiesto spese divenute ormai insostenibili quanto a feste e relazioni pubbliche. Era tornata nei feudi, dove il clan dei Fieschi traeva la sua reale forza. Si era trasferita dapprima a Pontremoli; quindi in Valditaro, dove era nato Scipione, infine a Montoggio. In Montoggio aveva fissato la propria residenza stabile. Nel castello di Montoggio trascorsero con lei la loro infanzia e la prima giovinezza Gian Luigi e i suoi fratelli: Gerolamo, Ottobuono, Camillo, Angela Caterina, Scipione -nato postumo alla morte di Sinibaldo- e Cornelio, figlio naturale nato da Clementina di Torriglia.

### Il castello di Montoggio
Il castello di Montoggio permetteva una vita agiata e lussuosa, senza la necessità di dover sostenere i confronti con le altre famiglie nobili e gli oneri delle spese cittadine. La parte abitata, circondata da un complesso sistema fortificato, è ricostruibile dai dati d'archivio, essendo distrutto il castello. Essa era composta da una sala, un'antisala, due camere, un'altra camera della famiglia presso la cancelleria, poi ancora in serie una seconda camera per la famiglia, una terza camera, un tinello, una camera più lontana, la camera del castellano, la camera per il Signore, una camera nuova, una camera della torre di mezzo, una camera per il bagno, un'altra camera nell'alta torre.
I mobili erano ridotti al rustico arredo di un castello appenninico, con tavole, credenze, panche, casse, cassoni, letti. In più l'arredo della cappella familiare. Gian Luigi crebbe qui, esercitandosi nelle attività fisiche, riuscendo abile nell'arte di cavalcare sin da ragazzo; era di fisico aitante ed atletico e, dalla descrizione del Bonfadio, era di colore bello, dagli occhi allegri, dall'"andare grave et nobile". Concordi sono gli storici nel dire che era un buon conversatore, con una maniera piacevole e affascinante nel trattare, ed era allegro e di compagnia.

### Il ritorno a Genova
Prossimo a divenire maggiorenne, a diciassette anni si sposò con Eleonora Cybo. Poco dopo, compiuta la maggiore età, decise di tornare in Genova, nel palazzo di Vialata, per riprendere quanto suo. In queste circostanze, evidentemente, quanto pativa maggiormente era il doversi trovare assoggettato ai Doria, Andrea e Giannettino. Pare anche che Giannettino avesse iniziato una relazione amorosa con la di lui moglie Eleonora.

### La congiura del Fiesco
Il 2 gennaio 1547 Gian Luigi mise in atto il progetto di congiura. Convinto di potersi appoggiare a potenti sostenitori, quali il papa e Francesco I, il Fieschi riuscì a conquistare i punti strategici della città ed attaccò la flotta dei Doria. Giannettino Doria, l'erede prediletto di Andrea Doria, venne ucciso. Andrea Doria fu costretto a fuggire e riparò a castello Masone. Ma durante le operazioni Gian Luigi cadde in acqua, forse colpito da un colpo di archibugio, ma molto più probabilmente per un incidente, passando su un pontile in darsena e, appesantito dall'armatura, annegò.
La congiura fallì miseramente. Al suo ritorno la vendetta di Andrea Doria, colpito dall'uccisione dell'erede Giannettino durante l'attacco, fu terribile. Il corpo di Gian Luigi venne lasciato a decomporsi per due mesi nella darsena e, successivamente, i miseri resti furono gettati in mare da una galea perché "avesse la sepoltura che da solo si era scelto". Queste parole di Andrea Doria indicano la violenza dei sentimenti e della vendetta: una caccia spietata ai membri della famiglia Fieschi, la confisca dei beni, la distruzione del castello di Montoggio.
Molti dei seguaci del Fieschi vennero giustiziati, altri dovettero abbandonare Genova. I Fieschi vennero perseguitati e persero il loro potere in città. Con la morte di Gian Luigi ebbe termine la discendenza fliscana nel ramo primogenito. Sarà il fratello Scipione, sposo di Alfonsina Strozzi, rifugiato in Francia, a rinnovare i fasti in terra straniera della famiglia. La storiografia ha dato diverse interpretazioni della figura di Gian Luigi Fieschi, dipingendolo a volte come un avventuriero, altre volte come un difensore delle libertà cittadine.